# Brad de Veluwe
Brad de Veluwe, född 21 april 2008, är en finsk varmblodig travhäst. Han tränades och kördes av Tuomas Korvenoja.
Brad de Veluwe tävlade åren 2010–2014. Han räknas som en av Finlands bästa travhästar genom tiderna. Han sprang in 10,7 miljoner kronor på 38 starter varav 23 segrar, 7 andraplatser och 1 tredjeplats. Han tog karriärens största segrar i Gran Premio Orsi Mangelli (2011), Ulf Thoresens Minneslopp (2011), Långa E3 (2011), Finskt Trav-Kriterium (2011), Sprintermästaren (2012), Finskt Travderby (2012) och Grand Prix l'UET (2012).
Han kom även på andraplats i Grosser Preis von Deutschland (2012), Finlandialoppet (2013) och EM för 5-åriga (2013) samt på fjärdeplats i Hugo Åbergs Memorial (2013), Jubileumspokalen (2013) och Elitloppet (2013).
Efter att ha drabbats av en gaffelbensskada tvingades han avsluta karriären redan 2014, vilket var tidigt då han endast var sex år gammal och gjort 38 starter. Han stallades upp som avelshingst hos Staffan Staro Nilsson i Ramkvilla i Jönköpings län. Hans vinstrikaste svenska avkomma är Handsome Brad.